# Quilindschy Hartman
Quilindschy Hartman (Zwijndrecht, 14 de novembro de 2001) é um futebolista neerlandês que atua como lateral-esquerdo. Atualmente, joga pelo Burnley.

## Carreira

### Feyenoord
Em 19 de junho de 2020, Hartman assinou seu primeiro contrato profissional com o Feyenoord, onde era jogador da base desde que chegou do Excelsior em 2010. Ele fez sua estreia pelo clube em 21 de agosto de 2022, na vitória por 1–0 sobre o RKC Waalwijk. Em 8 de setembro de 2022, Hartman fez sua estreia em competições europeias, na derrota por 4–2 contra a Lazio na Liga Europa da UEFA. Hartman marcou seu primeiro gol pelo clube em 2022, marcando o único gol do Feyenoord na vitória por 1–0 sobre o Cambuur. 4 dias depois, o Feyenoord anunciou que Hartman e o clube chegaram a um acordo para o jogador estender seu contrato até 2025. Em 17 de novembro de 2022, Hartman assinou seu novo contrato. Hartman recebeu elogios pela sua atuação no De Klassieker em 22 de janeiro de 2023, com Wesley Sneijder considerando Hartman como o jogador da partida. Em 25 de janeiro de 2023, o número de Hartman mudou de 19 para 5. Hartman virou titular regularmente no Feyenoord que conquistou a primeira Eredivisie do clube em 6 anos com uma vitória por 3–0 sobre o Go Ahead Eagles em 14 de março de 2023.
Em 4 de agosto de 2023, Hartman foi titular quando o Feyenoord perdeu a Supercopa dos Países Baixos por 0–1 para o PSV. Em 29 de agosto de 2023, ele estendeu novamente seu contrato até 2026. Hartman fez sua estreia na Liga dos Campeões da UEFA na vitória por 2–0 contra o Celtic em 19 de setembro de 2023. Ele marcou com seu esforço em uma disputa de pênaltis que o Feyenoord perdeu para a Roma nos play-offs do mata-mata da Liga Europa da UEFA em 22 de fevereiro de 2024. Em 31 de março de 2024, ele teve uma lesão no joelho durante uma partida contra o Utrecht, na qual o Feyenoord venceu por 4–2, que o deixou de fora pelo restante da temporada, incluindo a final da Copa dos Países Baixos, na qual o Feyenoord venceu o NEC por 1–0. Após 10 meses lesionado, Hartman retornou aos gramados substituindo Hugo Bueno na derrota por 2–1 contra os rivais Ajax em 2 de fevereiro de 2025. Após sua lesão, ele não foi incluído no elenco para o mata-mata da Liga dos Campeões da UEFA de 2024–25.

### Burnley
Em 26 de junho de 2025, foi anunciado que Hartman se juntou ao Burnley em um contrato de 4 anos por uma taxa não revelada.

## Carreira internacional
Em setembro de 2022, Hartman foi escolhido por Remko Bicentini para o elenco da Seleção Curaçauense para os amistosos contra a Indonésia. Porém, o Feyenoord não queria deixar Hartman ir para a sua seleção e Hartman foi substituído por Bradley Martis.
Em março de 2023, Hartman foi incluído no elenco preliminar da Seleção Neerlandesa para as duas primeiras partidas das Qualificações para o Campeonato Europeu de Futebol de 2024, mas não foi incluído no elenco final e foi convocado para a seleção sub-21. Em 25 de março, ele fez sua estreia pela seleção sub-21 como titular no amistoso contra a Noruega. Mais tarde, ele foi incluído no elenco para o Campeonato Europeu de Futebol Sub-21 de 2023.
Em 1 de setembro, Hartman foi convocado para a seleção principal pela primeira vez pelo técnico Ronald Koeman para as eliminatórias da Eurocopa de 2024 contra a Grécia e a Irlanda. Ele foi novamente convocado 1 mês depois para as eliminatórias da Eurocopa de 2024 contra a França e a Grécia, resultando na sua estreia e no seu primeiro gol pela seleção na derrota por 2–1 contra a França em 13 de outubro de 2023. Hartman não foi incluído no elenco para a Eurocopa de 2024 devido a uma lesão no joelho.

## Títulos
Feyenoord
- Eredivisie: 2022–23
- Copa dos Países Baixos: 2023–24